# Верхнесуерский сельсовет
Верхнесуе́рский сельсове́т — муниципальное образование со статусом сельского поселения в Варгашинском районе Курганской области Российской Федерации.
Административный центр — село Верхнесуерское.
Законом Курганской области от 4 марта 2020 года № 6 Ошурковский, Просековский и Терпуговский сельсоветы были присоединены к Верхнесуерскому сельсовету.

## История
В соответствии с Законом Курганской области от 6 июля 2004 года № 419 сельсовет наделён статусом сельского поселения.

## Население
| 1926 | 1989  | 2002  | 2010 | 2012 | 2013 | 2014 |
| ---- | ----- | ----- | ---- | ---- | ---- | ---- |
| 2743 | ↘1179 | ↘1149 | ↘960 | ↘942 | ↘925 | ↘873 |
| 2015 | 2016  | 2017  | 2018 | 2019 | 2020 |      |
| ↘839 | ↘826  | ↗827  | ↘818 | ↘809 | ↘802 |      |

## Состав сельского поселения
| №  | Населённый пункт  | Тип населённого пункта       | Население |
| -- | ----------------- | ---------------------------- | --------- |
| 1  | Белово            | деревня                      | ↘196      |
| 2  | Большое Просеково | село                         | ↘440      |
| 3  | Большое Шмаково   | деревня                      | ↘30       |
| 4  | Бородино          | деревня                      | ↘8        |
| 5  | Верхнесуерское    | село, административный центр | ↘632      |
| 6  | Крутихинское      | деревня                      | ↘95       |
| 7  | Малое Шмаково     | деревня                      | ↘39       |
| 8  | Ошурково          | село                         | ↘307      |
| 9  | Середкино         | деревня                      | ↘56       |
| 10 | Сосновка          | деревня                      | ↘76       |
| 11 | Терпугово         | село                         | ↘260      |